# تریسکی
تریکسی (به انگلیسی: Trixie) یک فیلم جنایی و معمایی آمریکایی محصول سال ۲۰۰۰ به کارگردانی آلن رودولف با بازی امیلی واتسون، نیک نولتی، ویل پاتون و بریتانی مورفی است.

## انتشار فیلم
اولین نمایش این فیلم در تاریخ ۲۸ ژوئن ۲۰۰۰ در شهر نیویورک و لس آنجلس، کالیفرنیا بود. 